# Caroline Mani
Caroline Mani (Besançon, Doubs, 18 de gener de 1987) és una ciclista francesa. Especialista en ciclocròs, ha guanyat una medalla als Campionats del món.

## Palmarès en ciclocròs
- 2009-2010
  -  Campiona de França en ciclocròs
- 2010-2011
  -  Campiona de França en ciclocròs
- 2015-2016
  -  Campiona de França en ciclocròs
- 2016-2017
  -  Campiona de França en ciclocròs